# Standard H-2
Стендарт H-2 (англ. Standard H-2) — американський біплан замовлений Армією США в 1916 році для проведення розвідки. «H-2» виготовлявся компанією Standard Aircraft Corporation, і спочатку був відомий як Sloane H-2. Оснащувався двигуном Hall-Scott A-5 потужністю 125 к.с. і відкритою кабіною.

## Історія
На замовлення армії було побудовано три екземпляри «H-2» і дев'ять «H-3» — покращеної версії з тим самим двигуном. Флот замовив чотири поплавкові варіанти які отримали позначення «H-4H».
У травні 1917 року японська Тимчасова група з дослідження військових аеростатів замовила три «H-3», ще три екземпляри побудували в Японії. Японські варіанти отримали двигуни Hall-Scott L-4 потужністю 150 к.с. З травня 1917 року до березня 1918 на аеродромі «Групи» Токородзаві і новому аеродромі в Какаміґахарі на «H-3» було навчено 15 японських пілотів. Виробництво і використання літаків було обмежене, оскільки літак вважали небезпечним.

## Оператори

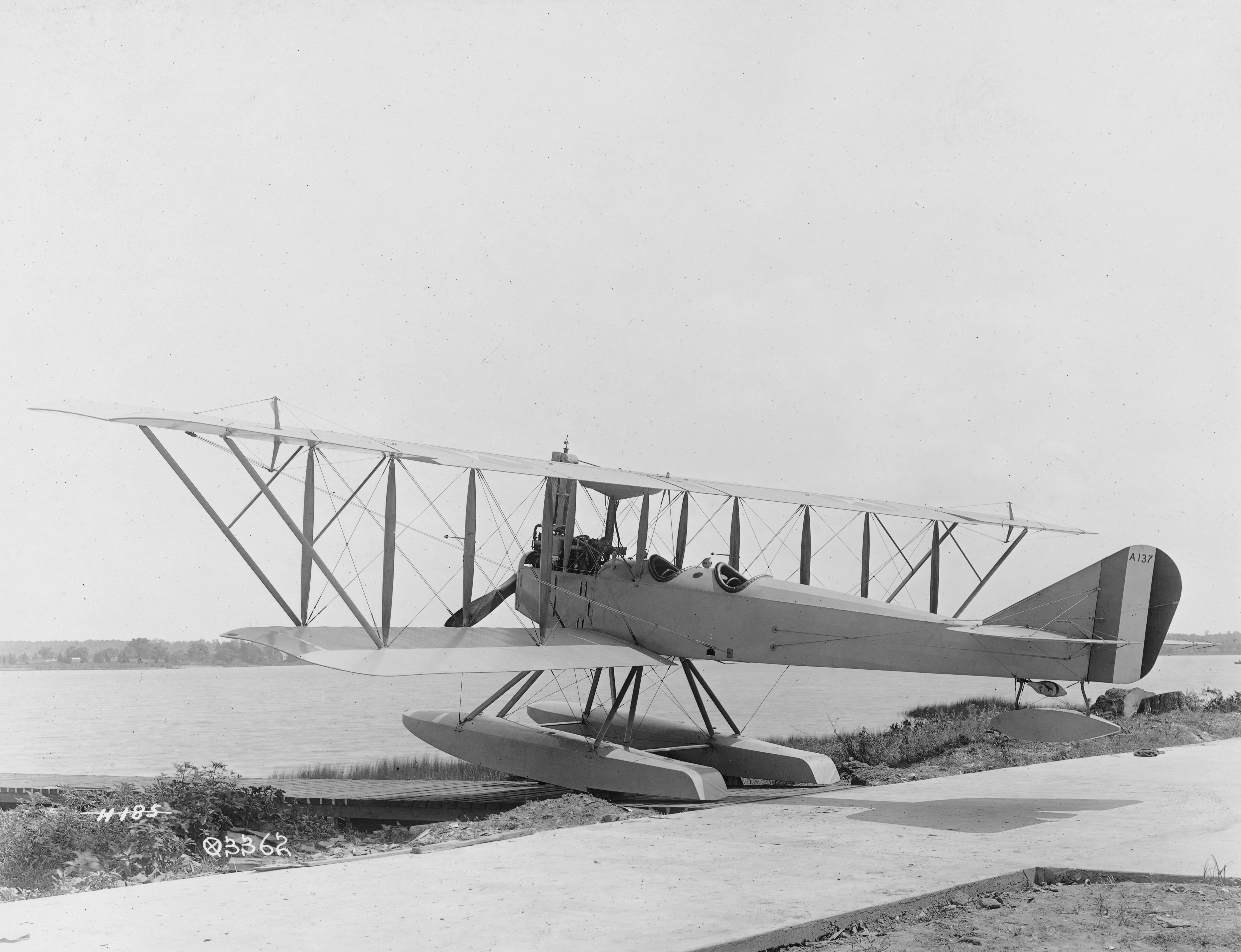
Standard H-4H (серійний номер A137) на авіабазі Ленглі

Японія
- Авіація імперського флоту Японії

 США
- Армія США
- Військово-морські сили США

## Тактико-технічні характеристики
Дані з Course in Aerodynamics and Airplane Design: Part II–Section 1 

### Технічні характеристики
- Екіпаж: 2 особи
- Довжина: 8.23 м
- Висота: 3 м
- Розмах крил: 12.22 м
- Площа крил: 49.4 м²
- Маса пустого: 1134 кг
- Маса спорядженого: 1497 кг
- Навантаження на крило: 30,3 кг/м²
- Двигун: 6-циліндровий  Hall-Scott A-5 водяного охолодження
- Потужність: 135 к.с. к. с. (101 кВт.)
- Питома потужність: 11.1 кг/к.с.

### Льотні характеристики
- Максимальна швидкість: 135 км/год
- Швидкість звалювання:74 км/год
- Тривалість польоту: 6 годин
- Швидкість набору висоти 1000 м: 10 хвилин